# 元聖王
元聖王（？—798年）；姓金名敬信，是新罗第三十八代君主，一吉飡金孝讓之子，奈勿王的十二世孫，母繼烏夫人朴氏。宣德王無嗣，群臣欲立王族子金周元，因大雨河水暴漲不得渡，議者曰：人君大位，有關天命，非人謀所及。今日暴雨，天其不欲立周元乎！于是上大等金敬信被擁為王，立之而雨止，國人皆呼萬歲。在位十五年，諡元聖，遺命燒柩於奉德寺南。

## 祖先
奈勿王金樓寒-金卜好-（追封葛文王）金習寶-智證王金智大路-金真宗-金歆運-金摩次-（追封玄聖王）金法宣-（追封神英王）金義寬-（追封興平王）金魏文-（追封明德王）金孝讓-元聖王金敬信

## 后妃
- 妃蓮花夫人或作淑貞夫人金氏——角干金神述女

## 子孙
- 太子金仁謙——八年八月卒，諡曰惠忠
  - 太子金俊邕——惠忠太子仁謙長子，昭聖王
    - 金清明——哀莊王

  - 金彥昇——惠忠太子仁謙次子，憲德王
  - 金秀昇——惠忠太子仁謙三子，興德王
  - 角干金忠恭——惠忠太子仁謙四子，追諡曰宣康
    - 金明——閔哀王
- 太子金義英——九年八月封，十年二月卒，諡曰憲平
  - 金崇斌
- 角干金禮英——追諡曰惠康，僖康王、神武王、憲安王之祖父
  - 伊飡金憲貞——追諡曰興聖
    - 金悌隆——僖康王
      - 角干金啟明——追諡曰懿恭，景文王之父

  - 伊飡金均貞——追諡曰成德
    - 金祐徵——神武王
    - 金誼靖——憲安王